# Béjaïa

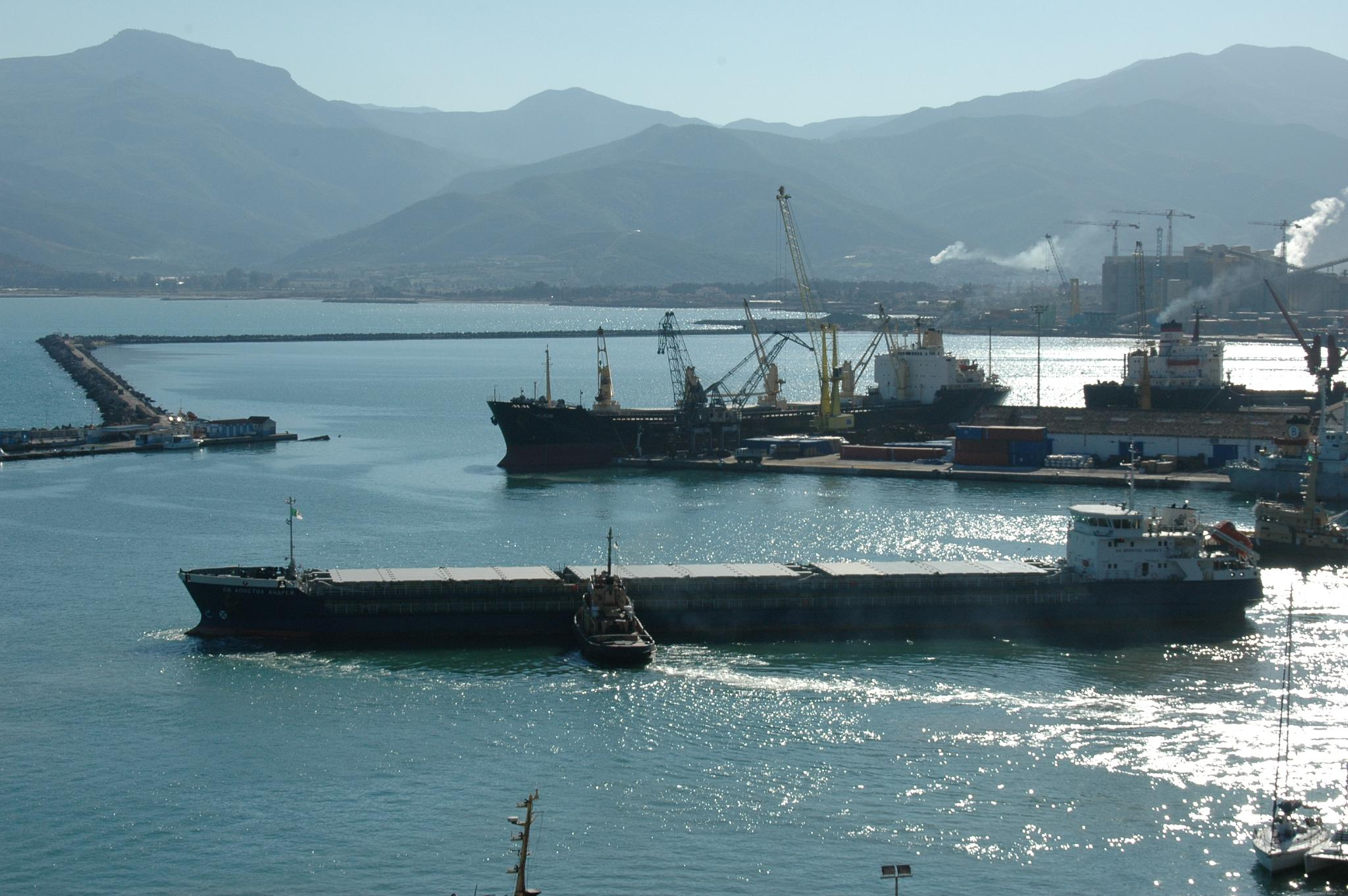
Hamnen i Béjaïa.

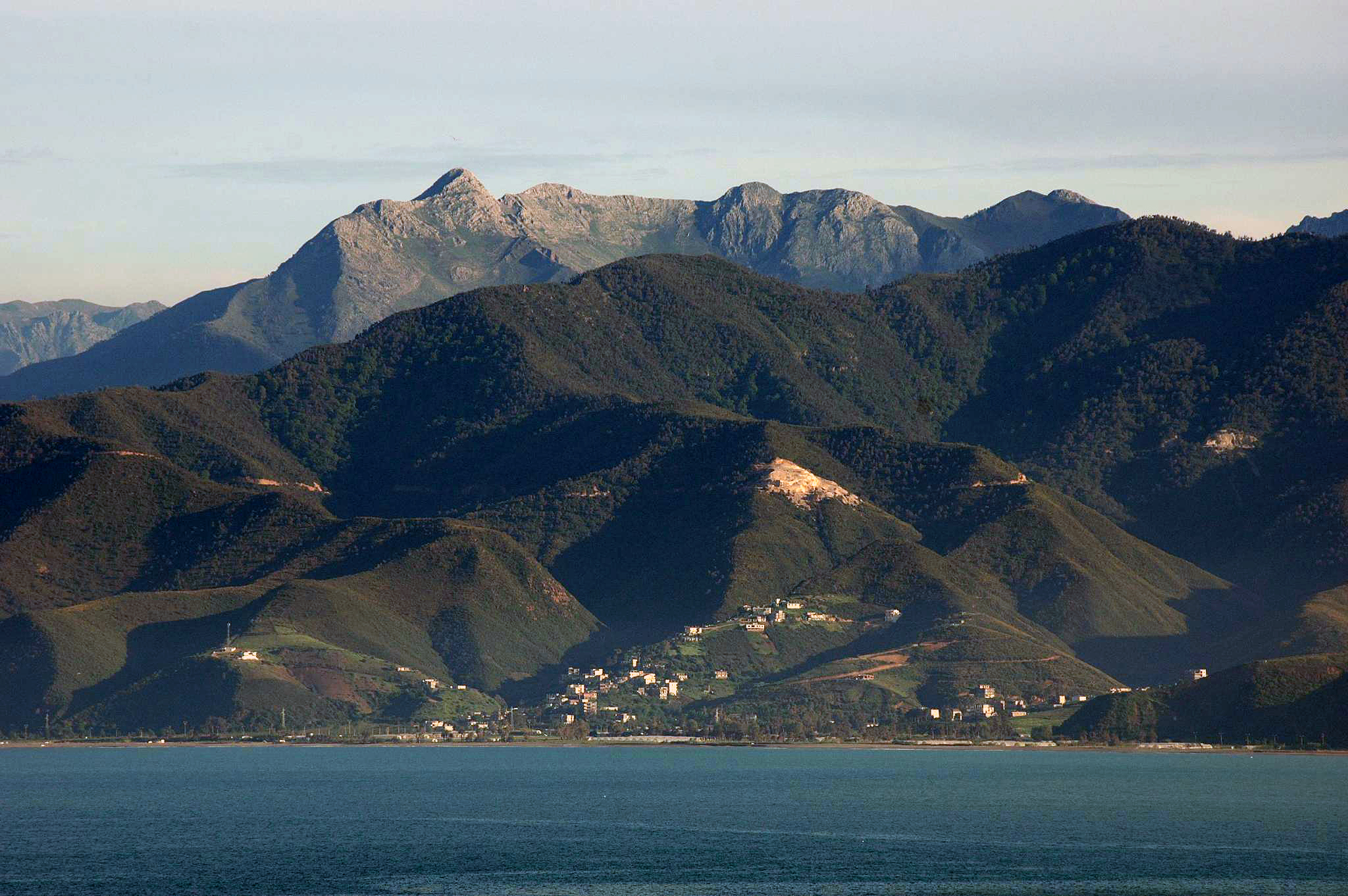
Bergen vid Bejaïabukten.

Béjaïa (arabiska: بجاية, berbiska: ⴱⴳⴰⵢⴻⵜ (Vgaiet), mellan 1833 och 1963 Bougie) är en hamnstad i Algeriet vid Béjaïabukten i Medelhavet. Staden hade omkring 180 000 invånare vid folkräkningen 2008, och är huvudort i provinsen med samma namn.

## Geografi
Béjaïa ligger vid floden Oued Soummams mynning, cirka 20 mil öster om Alger. Kusten vid Béjaïa får cirka 1 000 mm nederbörd om året, och staden omges av en fruktbar slätt. Viktiga monument i staden är moskén från 1500-talet och den fästning, kasbah, som spanjorerna uppförde 1545.

## Ekonomi
Béjaïa ligger i norra änden av oljeledningen från Hassi Messaoud (byggd 1959), vilket gör staden till en viktig oljehamn. Förutom olja exporteras här även järnmalm, fosfat, vin, torkade fikon och plommon. I Bejaïa finns också textil- och korkindustri, samt petrokemisk industri.

## Historia

### Förhistoria
I Béjaïa finns flera arkeologiska fynd från den ibero-maurusiska kulturen (200-10 000 år sedan) och Mechta-Afalou-människan, de tidigaste spåren av homo sapiens i Nordafrika. Fynden inkluderar verkstäder, boplatser och många konstfärdiga föremål.

### Antiken
Genom sitt geografiska läge blev staden under antiken en fenicisk eller punisk koloni. En saturnuskult med inhemska inslag är känd från området.
Omkring 26 f.Kr. grundades den romerska kolonin colonia Julia Augusta Saldensium Septimana Immunis åt veteraner från legionen legio VII Augusta. Då kolonin grundades hörde området fortfarande inte till det romerska riket utan låg i utkanten av Juba II, kung av Mauretaniens, rike. Det var först 42 e.Kr. som den romerska provinsen Mauretania Caesarensis skapades. Efter Diocletianus reformer av imperiet blev stadens territorium en del av Mauretania Sitifensis.
I sin skrift Notatia episcoprum 484 omnämner biskopen Salditanus Bejaïa som biskopssäte.
En akvedukt försörjde Saldae, som romarna kallade Bejaïa, med vatten från Tadrart Aghbalou 16,5 kilometer öster om staden. Enligt en fransk studie från 1994 inleddes arbetet med akvedukten 137 under ledning av ingenjören Nonius Datus och tog 4-6 år och en hel armé att genomföra.
Under 400-talet var staden vandalernas huvudstad men föll därefter i glömska.

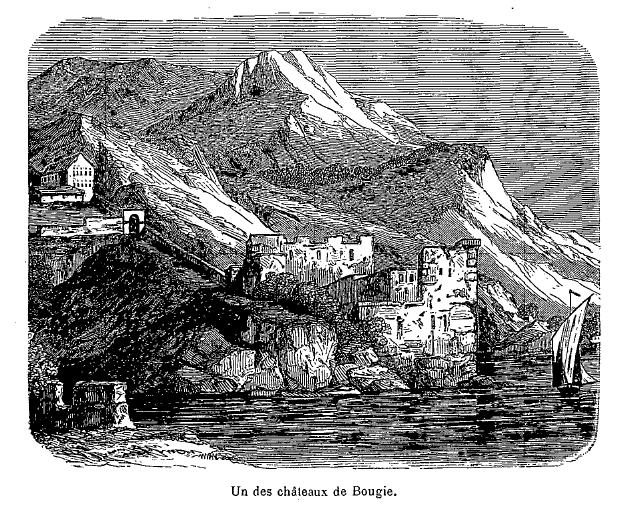
Fortet i Béjaïa, illustration från 1800-talet.

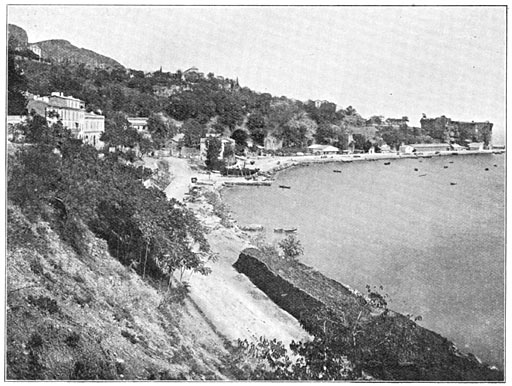
Bougie, före 1906.

### Den muslimska tiden
708 erövrades området av araberna. Området beboddes under 1000-talet av berbestammen Bidjaja, som gav namn åt den av hammadiderna 1063 på platsen grundade staden, som 1090 blev huvudstad i deras rike. Béjaïa fick stor betydelse som hamnstad och handel, industri och vetenskap blomstrade.
1136 slogs en flottexpedition från Genua tillbaka men staden intogs av almohaderna 1152. Staden blev på nytt ett blomstrande kommersiellt, vetenskapligt och kulturellt centrum under hafsiderna som styrde staden från 1240-talet, i synnerhet då under al-Hammad al-Nasir. Befolkningen i Bejaïa uppgick under denna tid enligt reseskildringar till flera tio tusen människor. Majoriteten bestod av kabyler och andalusier men där fanns också betydande spanska, judiska och kristna grupper.
Handelsförbindelserna med de kristna hamnstäderna i Genua, Pisa, Venedig, Marseille samt Katalonien och Mallorca var betydande och relationerna mellan den muslimska staden och de kristna var fredliga. Det välvilligt inställda blev som påven Gregorius VII skickade till al-Nasir 1076 är förmodligen unikt i relationerna mellan det kristna Europa och den muslimska Nordafrika.
Bejaïa hade enorm betydelse för överföringen av kunskap från den muslimska världen till Europa under denna tid. Det var genom Bejaîa som de arabiska siffrorna hittade till Europa. Flera av denna tids mest betydande personligheter tillbringade mer eller mindre långa perioder i staden: den andalusiske esoterikern Ibn 'Arabi; den italienske matematikern Leonardo Fibonacci; den katalanske filosofen Raimundus Lullus; den arabiske historikern ibn Khaldun; den sicilianske poeten ibn Hamdis; förutom många betydande muslimska teologer och resenärer: Sidi Bou Medienne, Sidi Bou Said, ath-Tha'alibi, Leo Afrikanen, Muhammad Ibn Tumart, m.fl..
1510 försökte Spanien etablera en koloni med Bejaïa som huvudfäste och lyckades med svårighet hålla ställningarna fram till 1555, då staden intogs av paschan av Alger.

### Den turkiska tiden
Från mitten av 1500-talet och fram till den franska ockupationen blev Bejaïa ett viktigt säte för sjörövare (se Barbareskstaterna). Som en utpost i det osmanska riket förlorade staden sin centrala roll även om den fortsatte att vara en betydande hamnstad.

### Kolonialismen
Med den franska ockupationen som inleddes 1833 inleddes den långa kampen mellan fransmän och lokalbefolkningen som kantades av många uppror, varav flera utgick från Bejaïa under ledning av till exempel Bou Baghla. Revolutionsåret 1871 utropade cheikh Aheddad en jihad i staden som svar på  el-Mokranis appell. 8 maj 1945 massakrerade den franska armén invånare i Kherrata, Sétif och Guelma. I samband med den väpnade kampen mot fransmännen samlades FLN i november 1954 till Soummam-kongressen.